# ميخائيل لونغ
ميخائيل لونغ (بالإنجليزية: Michael Long)‏ هو ممثل أسترالي، ولد في 1947م، وتوفي في 1991م.

## وصلات خارجية
- ميخائيل لونغ على موقع IMDb (الإنجليزية)